# Salvinia cucullata
Salvinia cucullata är en simbräkenväxtart som beskrevs av William Roxburgh och Jean Baptiste Bory de Saint-Vincent. Salvinia cucullata ingår i släktet Salvinia och familjen Salviniaceae.
Inga underarter finns listade.
Denna växt förekommer i Sydostasien från östra Indien, Bangladesh, Myanmar, Laos och Vietnam över Malackahalvön till Sumatra. Den hittas i olika stående vattenansamlingar som insjöar, dammar och pölar. För beståndet är inga hot kända och Salvinia cucullata är inte sällsynt. IUCN kategoriserar arten globalt som livskraftig (LC).